# Jean-Baptiste-François Bompart
Jean-Baptiste-François Bompart Lorient, 1757 — Bagnols, 1842) era un corsario francés, oficial y almirante de marina. Estaba relacionado con el almirante Maxime de Bompart.
Tomó parte en la Guerra de Independencia de los Estados Unidos como un joven oficial. 
Más tarde, fue capitán del Embuscade. Se enfrentó con el HMS Boston cerca de Nueva Jersey en la llamada Acción del 31 de julio de 1793.

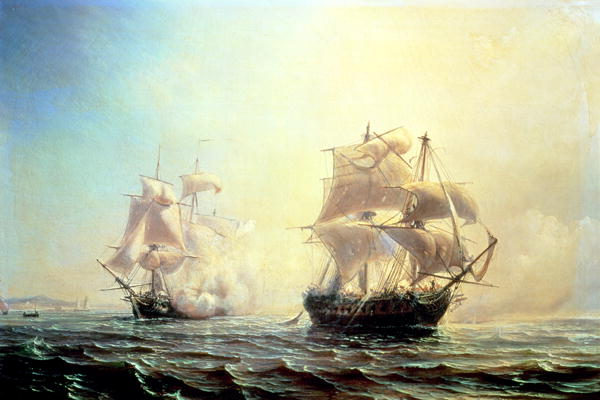
Combate entre el Embuscade y el Boston, el 31 de julio de 1793.

Ascendido a almirante, ordenó la Expedición de Irlanda y más tarde fue derrotado en la Batalla de la isla de Tory. 
Se retiró en 1801, tras disputas políticas.